# Mette Tony
 Der er for få eller ingen kildehenvisninger i denne artikel, hvilket er et problem. Du kan hjælpe ved at angive troværdige kilder til de påstande, som fremføres i artiklen.

Mette Tony er en dansk arkitekt. Hun stiftede i 2006 Tegnestuen Praksis sammen med Mads Bjørn Hansen.
Uddannet fra Kunstakademiets Arkitektskole 1998 og som Byggeøkonom MDB i 2005. Udpeget af Akademisk Arkitektforening som arkitekt i Præmierings- udvalget i Odense Kommune i 2006. Er udpeget som fagdommer for Akademisk Arkitektforening og er desuden en del af Kulturministeriets censorkorps til Kunstakademiets Arkitektskole og Arkitektskolen Aarhus i Århus.
Er bl.a. tildelt Nykredits Arkitekturpris 2017, Dreyers Fonds Hæderspris 2017, Betonelementprisen 2017, Utzonstatuetten 2017, Henning Larsens Fond´s Hæderspris 2016, Eckersberg Medaillen i 2008, og Statens Kunstfonds arbejdslegat. Har udstillet på Charlottenborg Forårsudstilling. Er fra 2008 - 11 udpeget til Statens Kunstfonds tre mands udvalg for Arkitektur.
Tillidshverv: Censor ved Kunstakademiets Arkitektskole, Fagdommer i arkitektkonkurrencer under Akademisk Arkitektforening, Kunstnersamfundes Arkitektsektion, Bygningspræmieringsudvalget i Odense kommune, Statens Kunstfond arkitekturudvalg 2008 - 11.

## Eksterne Henvisninger
http://www.praksisarkitekter.dk/mette-tony
1. ↑  "Arkiveret kopi". Arkiveret fra originalen 22. september 2020. Hentet 16. februar 2021.
2. ↑  Dreyers Fonds Hæderspris 2017 - Dreyersfond
3. ↑  Betonelement-Foreningen - Dansk Beton - DI
4. ↑  "Arkiveret kopi". Arkiveret fra originalen 7. februar 2021. Hentet 2. februar 2021.
5. ↑  Forside - Akademiraadet

3. https://faa.dk/artikel/sydfynsk-firma-vinder-arkitekturpris